# Карола Горніґ
Карола Горніґ (нім. Carola Hornig, 30 квітня 1962) — східнонімецька академічна веслувальниця.
Олімпійська чемпіонка 1988 року в складі розпашної четвірки зі стерновою.
Срібна призерка Чемпіонату світу 1985 (вісімки), 1986 (вісімки), 1987 (розпашні четвірки зі стерновою) років.